# Hodowla

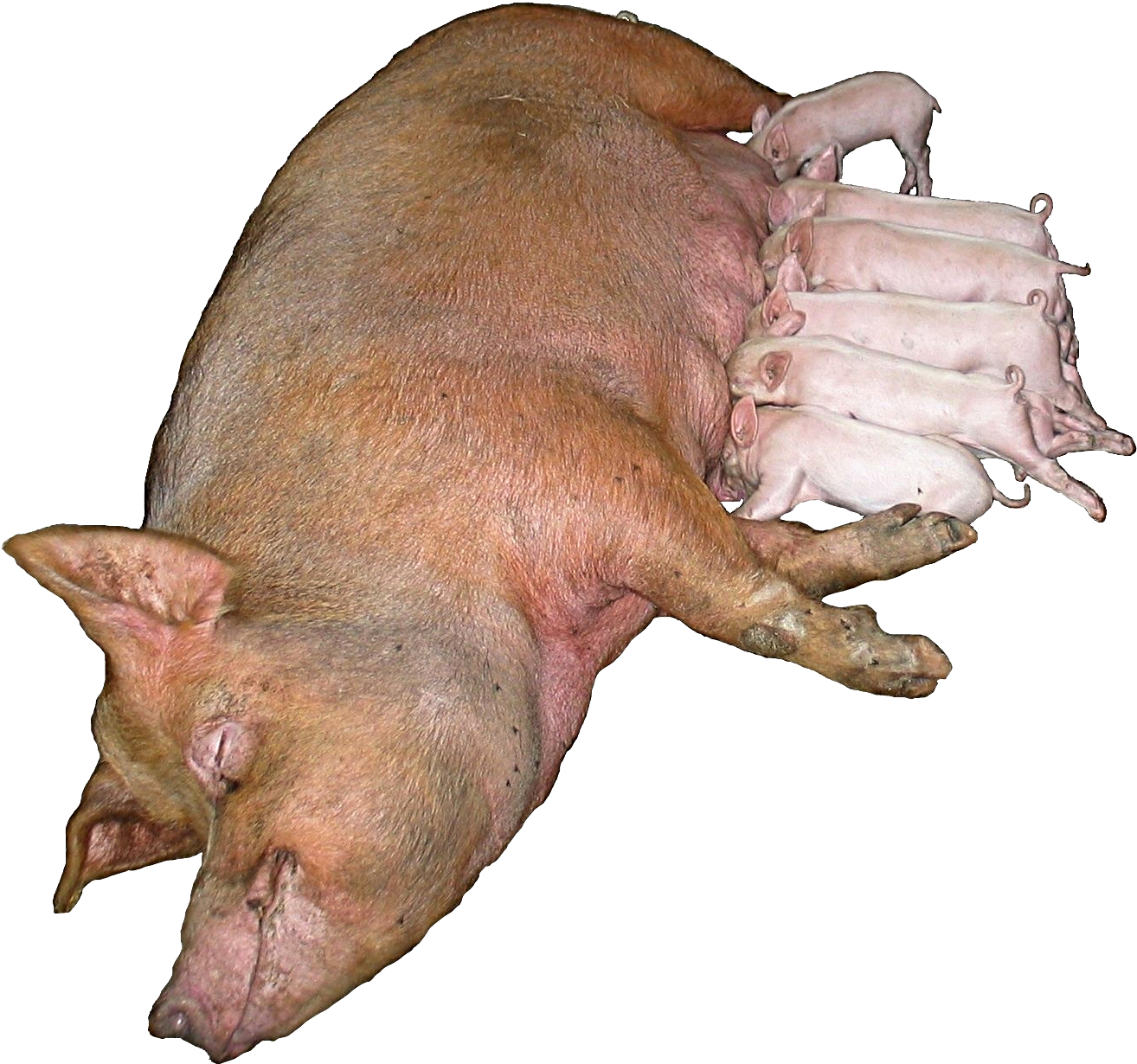
Świnia domowa karmiąca młode

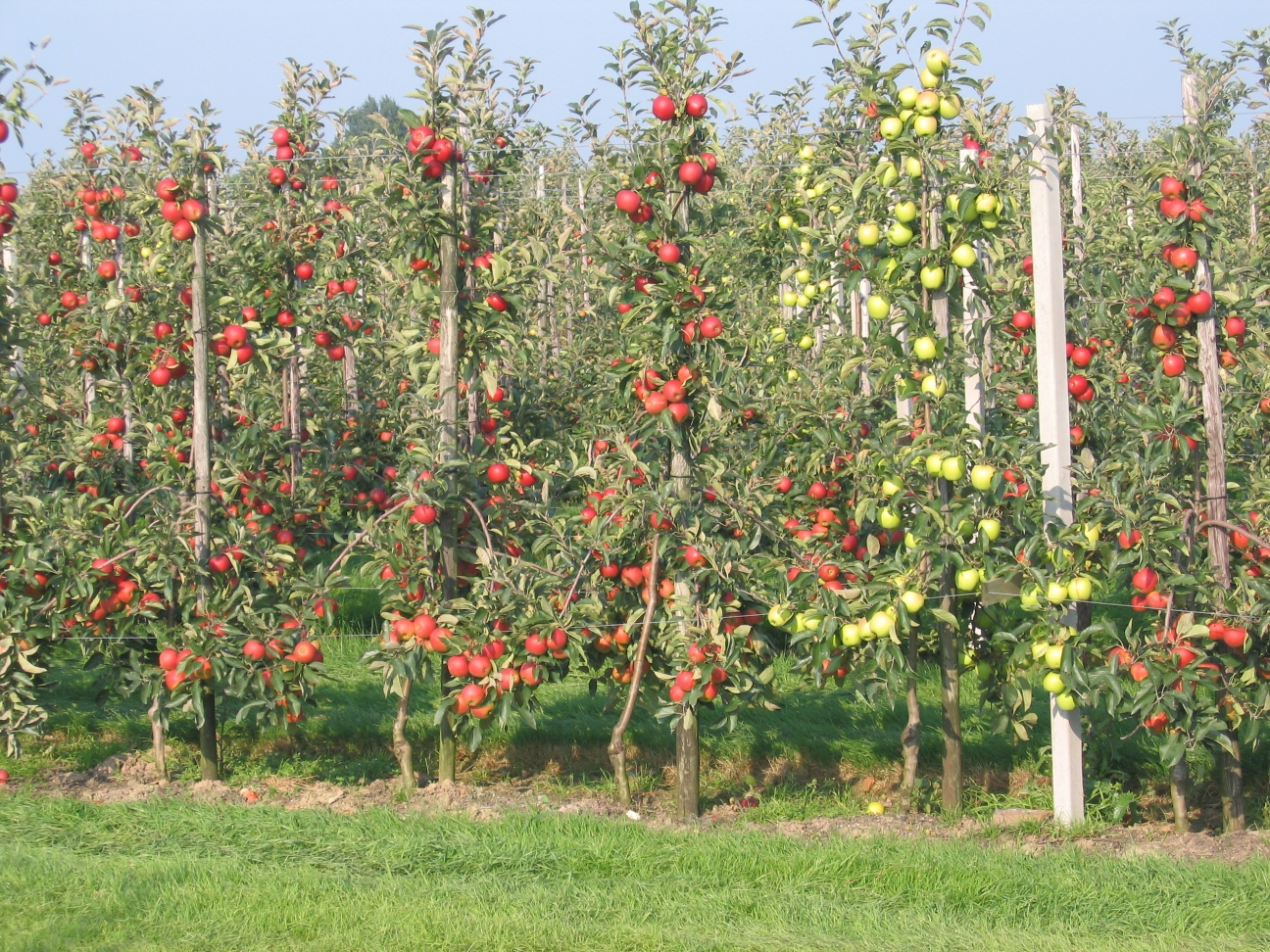
Nowoczesny sad jabłoniowy

Hodowla – zespół zabiegów i procesów w wytwarzanych sztucznie optymalnych warunkach dla rozwoju hodowanego zwierzęcia bądź rośliny, mający na celu otrzymanie w warunkach stworzonych przez człowieka organizmów żywych (np. doświadczalnych w nauce).
Hodowla uszlachetniająca ma na celu otrzymanie bardziej wartościowych pod względem genetycznym i komercyjnym odmian albo ras.
Inaczej można hodowlę uszlachetniającą określić jako świadome działanie człowieka mające na celu poprawę populacji genetycznej zwierząt, aby pokolenie potomne było lepsze od pokolenia rodzicielskiego.
Poniżej podano odniesienia do głównych rodzajów hodowli:
- hodowla zwierząt:
  - zwierzęta hodowlane
  - hodowla owadów (w tym hodowla mrówek)
  - hodowla zwierząt rasowych
  - hodowla ryb (w tym hodowla ryb akwariowych)
- hodowla roślin:
  - hodowla lasu